# Gabriel Chochoľák
Gabriel Chochoľák est un joueur de volley-ball slovaque né le 22 avril 1978 à Snina. Il mesure 2,03 m et joue pointu.

## Clubs
| Club                | Pays      | De        | À         |
| ------------------- | --------- | --------- | --------- |
| Ravijoma Bratislava | Slovaquie | 1996-1997 | 1996-1997 |
| VKP Bratislava      | Slovaquie | 1997-1998 | 1998-1999 |
| Cagliari            | Italie    | 1999-2000 | 2000-2001 |
| Forlì               | Italie    | 2001-2002 | 2003-2004 |
| Trente              | Italie    | 2004-2005 | 2004-2005 |
| Loreto              | Italie    | 2005-2006 | 2005-2006 |
| Spolète             | Italie    | 2006-2007 | …         |

## Palmarès
- Championnat de Slovaquie : 1998, 1999